# Piedra de luna

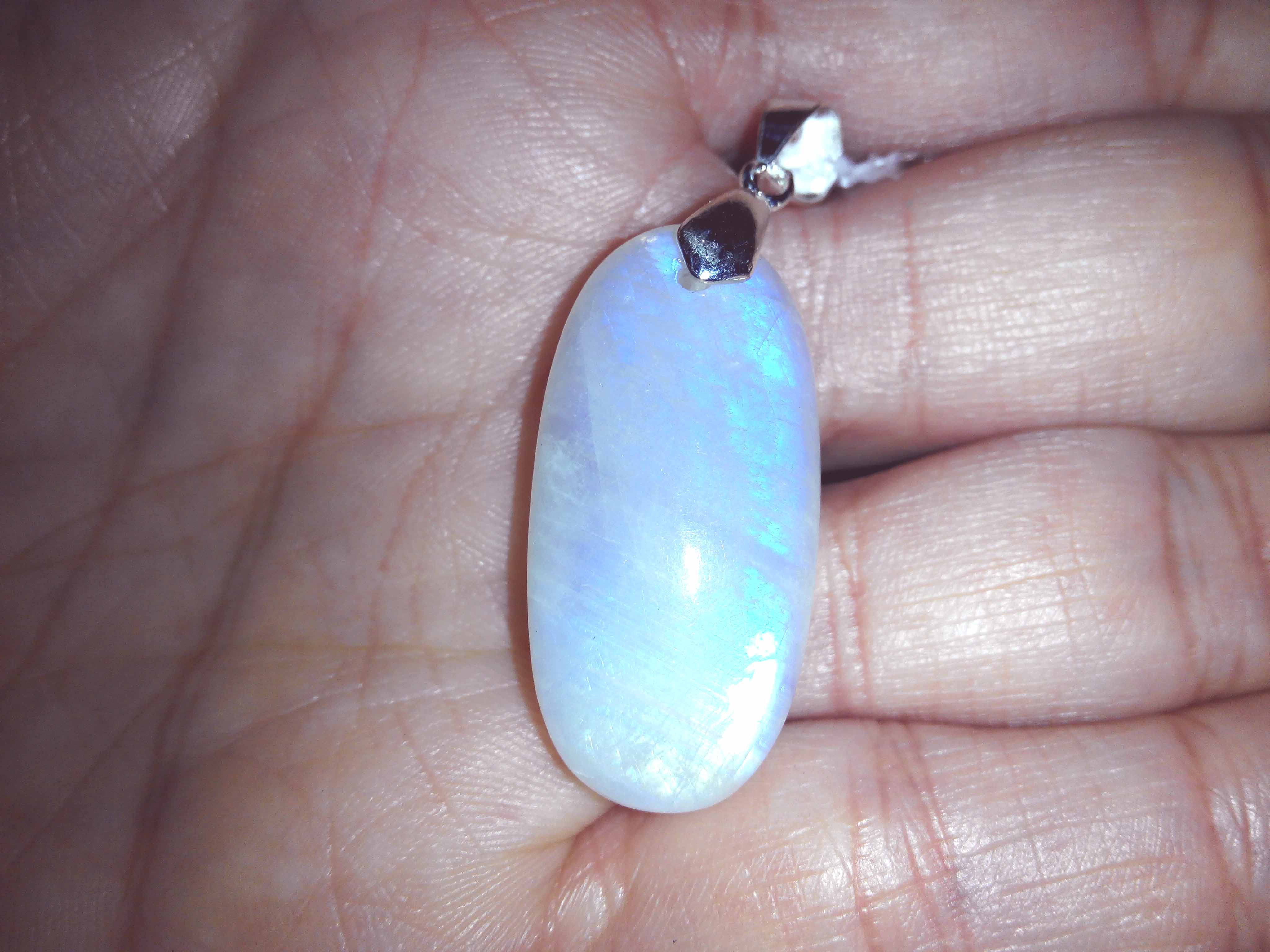
Piedra luna

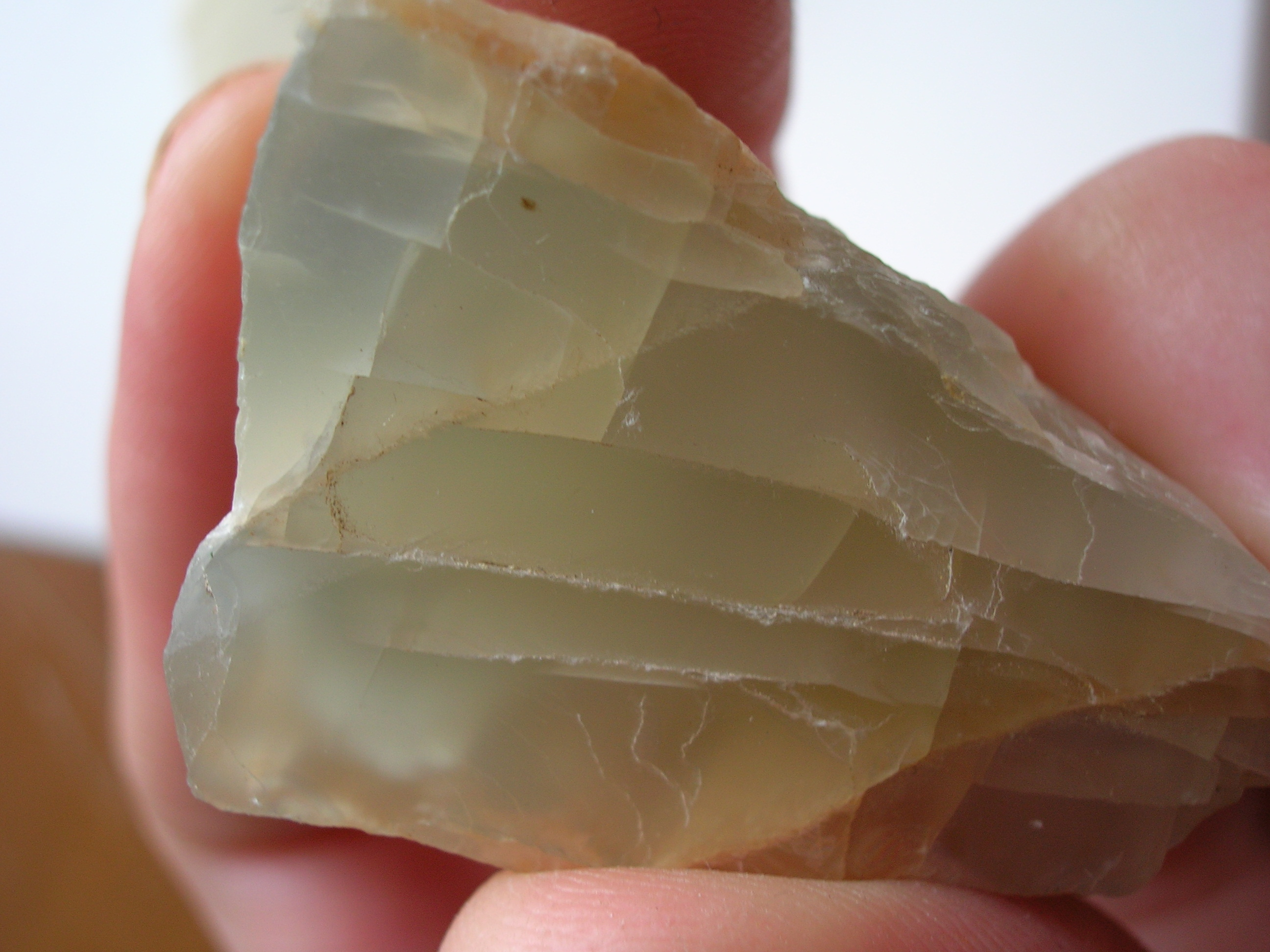
Piedra de luna.

La piedra de luna es una variedad de la adularia, perteneciente al grupo de los feldespatos, cuyos mejores ejemplares proceden de Ceilán (Sri Lanka), pero con presencia también en las pizarras cristalinas de los Alpes y el Vesubio. La piedra de luna posee muchas aplicaciones en joyería.
Con el mismo nombre se alude también a diversas variedades de minerales feldespatos, el más empleado en joyería es la oligoclasa —de composición química casi igual a la de albita—, que pulida en cabujón se emplea como gema preciosa.
Físicamente tiene un toque tornasolado y de color blanco.
La piedra de Luna es una piedra muy utilizada en la joyería debido a que  es costosa y difícil de hallar.
La piedra de Luna o adularia puede confundirse con la Labradorita blanca, ya que esta es blanca con brillos azulados, llevando a la comercialización de estas últimas (labradoritas) bajo el título de piedras de Luna. La primera foto que vemos sería un ejemplo de labradorita blanca.
También es muy común la comercialización de la Opalina (piedra sintética de color traslúcido) bajo el nombre de esta roca.
- Datos: Q430034
- Multimedia: Moonstone / Q430034